# 宮崎県道336号宮崎田野線
宮崎県道336号宮崎田野線（みやざきけんどう336ごう みやざきたのせん）は、宮崎県宮崎市を通る一般県道である。

## 概要
宮崎市古城町長田から同市田野町に至る。

### 路線データ
- 起点：宮崎市古城町長田（宮崎県道9号宮崎西環状線交点）
- 終点：宮崎市田野町乙（宮崎県道28号日南高岡線交点）

## 歴史
- 1994年（平成6年）4月1日 - 宮崎県告示第413号[1]により路線認定される。

## 地理

### 通過する自治体
- 宮崎市

### 交差する道路
| 交差する道路             | 交差する場所 | 交差する場所 |
| ------------------------ | ------------ | ------------ |
| 宮崎県道9号宮崎西環状線  | 古城町長田   | 起点         |
| 宮崎県道13号高岡郡司分線 | 清武町船引   | 黒北交差点   |
| 宮崎県道28号日南高岡線   | 田野町乙     | 終点         |

### 沿線
- 宮崎市立古城小学校
- 宮崎市立田野体育館
- 宮崎市田野運動公園